# Галина Крук
Галина Крук (укр. Гали́на Григо́рівна Крук; 30. новембар 1974) је украјински писац, преводилац, педагог и књижевни критичар.

## Биографија
Рођена је 30. новембра 1974. у Лавову. Докторирала је украјинску књижевност 2001. године на Универзитету у Лавову, где данас ради као професорка књижевности. Њено истраживање се бави средњовековном књижевношћу у Украјини. Прве две збирке поезије Mandry u Poshukakh Domu и Slidy na Pisku је објавила 1997. године. Аутор је поезије и белетристике за децу која је преведена на петнаест језика. Песме су јој превођене на немачки и руски језик. Њен рад је уврштен у разне антологије. Дела других писаца преводи са пољског језика на украјински. Била је потпредседник украјинског огранка Међународног ПЕН центра. Победила је на литерарним конкурсима Ptyvitannia Zhyttia и Granoslov 1996—97. Године 2003. је добила стипендију Министарства културе Пољске. Исте године је победила на међународном конкурсу за дечију књигу Step by Step. Учествовала је у програму Балтичког центра за писце и преводиоце.

## Изабрана дела
- Marko Travels Around the World, књижевност за децу (2003)
- It's Hard to Be the Youngest, књижевност за децу (2003)
- Oblychchia poza svitlynoju, поезија (2005)